# Saburō Inada
Pour les articles homonymes, voir Inada.
Saburō Inada (稲田 三郎, Inada Saburō, né en 1902 dans la préfecture d'Ibaraki et mort en 1970) est un peintre et graveur japonais du XXe siècle.